# Humbrol

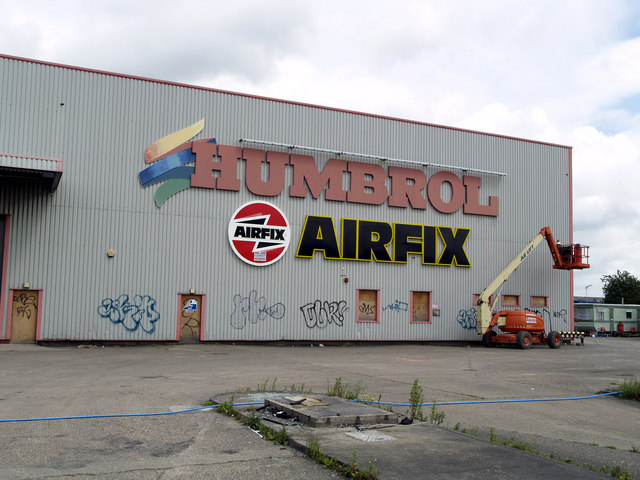
Dawna fabryka Humbrol

Humbrol – brytyjskie przedsiębiorstwo produkujące modele, narzędzia modelarskie oraz farby. Jest właścicielem takich marek jak Airfix, Sky Marks, Young Scientist, 1st Gear, High Speed i William Britain. Humbrol został założony jako Humbrol Oil Company w 1911 roku w Kingston upon Hull.